# Aix-en-Provence Argonautes
Aix-en-Provence Argonautes (español: Argonautas de Aix-en-Provence) es un equipo de fútbol americano de Aix-en-Provence, Provenza-Alpes-Costa Azul (Francia). 
Compite en la división Casco de Diamante del Campeonato de Francia de Fútbol Americano, que es la máxima categoría nacional, equivalente a la Primera División (la Segunda División se denomina Casco de Oro, y la Tercera Casco de Plata). 

## Historia
El equipo fue fundado en 1986 y se incorporó al Casco de Plata de la liga francesa[cita requerida]. En una progresión extraordinaria consiguen su primer título de liga (ya en el Casco de Diamante) en 1990, de los ocho que ostenta en la actualidad.
En competición europea su mayor éxito se produjo en 1996, cuando disputó la final del Eurobowl, perdiendo ante Hamburg Blue Devils por 21-14.